# Commissione per gli Affari di Stato
La Commissione per gli Affari di Stato è un'istituzione della Repubblica Popolare Democratica di Corea (Corea del Nord). Secondo la Costituzione della RPdC del 1998, è il massimo organismo militare e, visti i punti fondativi del Songun, su cui si basa la Corea del Nord, è anche la massima istituzione statale. Dal 1993 al 2011 è stato presidente Kim Jong-il, dall'aprile 2012 la massima carica è ricoperta dal figlio Kim Jong-un.

## Storia
Secondo la Costituzione del 1972, il presidente della Repubblica popolare democratica di Corea era contemporaneamente comandante supremo dell'Esercito popolare coreano in virtù della sua presidenza, per legge, della Commissione di difesa nazionale. Tanto più che nell'aprile 1982 l'Assemblea popolare suprema pose il ministero delle forze armate alle dipendenze dirette del presidente della Repubblica.
Le cose cambiarono quando Kim Il-sung proclamò il figlio Kim Jong-il suo successore e, il 24 dicembre 1991, lo nominò comandante supremo, una carica che legalmente non esisteva e quindi non aveva alcun fondamento costituzionale legittimo. Nell'aprile del 1992, l'Assemblea applicò una revisione alla Costituzione privando il presidente della Repubblica della presidenza della Commissione, quindi anche del ruolo di comandante in capo: in questo modo, tanto la Commissione quanto la carica di comandante supremo dell'Esercito divennero indipendenti. Il presidente mantenne solo il diritto di proporre l'elezione o la destituzione del presidente della Commissione, mentre il Comitato popolare centrale (governo) venne privato di ogni autorità su di essa, che divenne responsabile solo verso l'Assemblea. Nell'aprile 1993, Kim Jong-il venne eletto presidente della Commissione.
Nel 1998, l'Assemblea del popolo, revisionando ulteriormente la Costituzione, concesse alla Commissione pieni poteri militari, la gestione di tutti i progetti inerenti alle forze armate e alla difesa nazionale e lo status di massima istituzione statale. Nel 2016 l'istituzione è stata rinominata in Commissione per gli Affari di Stato.

## Struttura
La Commissione è un corpo ristretto, composto da un presidente, un primo vicepresidente e un numero imprecisato di vicepresidenti e membri ordinari; tutti restano in carica per un periodo analogo a quello dell'Assemblea Popolare Suprema, quindi cinque anni.
La Commissione eletta dalla 12ª Assemblea Popolare Suprema è composta come segue:
- Presidente: Kim Jong-un
- Primo vicepresidente: carica abolita nel 2012
- Vicepresidenti: Kim Yong Chun, Ri Yong Mu, O Kuk Ryiol
- Membri: on Pyong Ho, Kim Il Chol, Paek Se Bong, Chang Sung-taek, Ju Sang Song, U Tong Chuk, Ju Kyu Chang, Kim Jong Gak